# Ivan Murray Johnston
Ivan Murray Johnston (*28 de febrer 1898 † 31 de maig 1960) va ser un botànic estatunidenc

## Biografia
Nascut l'any 1898, Murray va estudiar entre 1916 i 1919 al Pomona College de Claremont (Califòrnia). Durant els seus estudis va començar a col·leccionar plantes tant de pastures del sud de Califòrnia com sobretot del Comtat de Los Angeles, desenvolupant una especial preferència per les plantes de pantans. El seu talent va ser descobert ràpidament i ben estimulat per Samuel Parish.
L'any 1925 es va traslladar a Boston a continuar els seus estudis a la prestigiosa Harvard University, quedant-s'hi fins a la seva mort l'any 1960.
Les plantes recollides a Califòrnia es conserven a the Rancho Santa Ana Botanic Garden a Claremont, les col·leccions de Massachusetts estan actualment al Gray Herbarium de la Universitat Harvard. A Harvard, Johnston es va especialitzar en la família Boraginaceae escrivint una sèrie de 31 articles científics intitulats Studies into the Boraginaceae; va reconèixer 215 taxa nous, 10% corresponen a boragináceas.

## Honors
Se li van dedicar diverses espècies Arabis johnstonii, Galium johnstonii i Mimulus johnstonii, i un gènere de Rutaceae Johnstonella.